# Élections régionales de 1955 en Sicile
Les élections régionales en Sicile pour le renouvellement de l' Assemblée régionale sicilienne ont eu lieu le 5 juin 1955 . Le taux de participation était de 86,9%.

## Déroulement
Le Parlement sortant était composé de 31 démocrates chrétiens, 30 communistes et socialistes nenniens, 11 néofascistes du MSI, 8 monarchistes, 5 libéraux et 3 socialistes démocrates. Aux élections générales de juin 1953, les Siciliens ont voté à 36,4 % pour les démocrates chrétiens, 29,3 % pour les communistes et les socialistes nenniens.
La campagne électorale est dominée par la DC et le PCI. Les chefs de tous les partis tiennent meeting : le président du conseil démocrate chrétien Mario Scelba, le socialiste travailliste Saragat, le communiste Terracini, le socialiste Pietro Nenni, le monarchiste Covelli, le néofasciste Almirante. Les monarchistes présentent deux listes, comme les libéraux et les fascistes. Le PSI est concurrencé par la liste du PSDI et la DC conserve son union grâce à la pression exercé par l'influent cardinal Ruffini.
Dans les jours précédant le scrutin, une aide américaine de 50 millions de dollars est accordée aux régions agricoles italiennes pauvres, dont la Sicile, et la Banque internationale accepte un crédit à l'Italie de 70 millions de dollars afin de développer l'agriculture et l'industrie de ces régions.

## Gouvernements
A l'issue des consultations, la fonction de Président de la région est confiée pour la deuxième fois au démocrate chrétien Giuseppe Alessi (qui avait déjà occupé cette fonction de 1947 à 1949). Le DC Giuseppe La Loggia est élu à la présidence de l'Assemblée.
En 1958, Silvio Milazzo prend la présidence de la région.

## Résultats
La DC gagne sept sièges dans le nouveau Parlement, avec 38,6 % des suffrages contre 36,4 lors des élections générales de 1953, sans obtenir la majorité absolue, la contraignant à s'allier à la droite. Le parti communiste perd 16 000 voix au profit du parti socialiste nennien, le bloc des gauches restant stable, et ne parvenant pas la majorité relative espérée. Les socialistes de Saragat et les républicains, alliés à la DC, sont affaiblis, le MSI perd de son importance, les libéraux progressent. Les résultats siciliens affaiblissent le gouvernement italien Scelba, qui démissionne le 22 juin,.
| Partis | Partis                                                             | Voix      | votes (%) | des places |
| ------ | ------------------------------------------------------------------ | --------- | --------- | ---------- |
|        | Démocratie chrétienne (DC)                                         | 897,397   | 38,6%     | 39         |
|        | Parti communiste italien (PCI)                                     | 482.793   | 20,8%     | 20         |
|        | Parti national monarchiste - Parti monarchique populaire (PNM-PMP) | 295 745   | 12,7%     | 8          |
|        | Parti socialiste italien (PSI)                                     | 225,720   | 9,7%      | 10         |
|        | Mouvement social italien (MSI)                                     | 222,419   | 9,6%      | 8          |
|        | Parti libéral italien (PLI)                                        | 91,980    | 4,0%      | 3          |
|        | Alliance républicaine socialiste démocratique (PSDI + PRI)         | 60 212    | 2,6%      | 2          |
|        | Parti social-démocrate italien (PSDI)                              | 12 139    | 0,5%      | -          |
|        | Autres listes                                                      | 37 627    | 1,5%      | -          |
| Total  | Total                                                              | 2 326 032 | 100,00    | 90         |
|        |                                                                    |           |           |            |

## Composition
- Groupe socialiste (10) : Camillo Bosco (Catane), Vito Buccellato (Trapani), Serafino Giuseppe Calderaro (Palerme), Giuseppe Carnazza (Raguse), Giuseppe Denaro (Syracuse), Gaetano Franchina (Messine), Filippo Lentini (Agrigente), Mario Martinez (Catane), Michele Russo (Enna), Francesco Taormina (Palerme).
- Groupe Mouvement social (10) : Antonino Buttafuoco (Enna), Cataldo Grammatico (Trapani), Gaetano La Terza (Catane), Ettore Mangano (Agrigente), Vincenzo Marinese (Palerme), Luigi Mazza (Catane), Giuseppe Montalto (Catane), Antonino Occhipinti (Caltanissetta), Domenico Pettini (Messine), Giuseppe Seminara (Palerme).
- Groupe monarchiste (9) :Domenico Adamo (Trapani), Annibale Bianco (Messine), Pietro Castiglia (Palerme), Giuseppe Guttadauro (Palerme), Benedetto Majorana della Nicchiara (Catane), Sergio Marullo (Messine), Salvatore Mazza (Catane), Ernesto Pivetti (Palerme), Giuseppe Romano Battaglia (Palerme).
- Groupe Socialiste démocratique italien (2) : Bino Napoli (Palerme), Santi Recupero (Messine) ;
- Groupe Libéral (3) : Bartolomeo Cannizzo (Syracuse), Vincenzo Faranda (Messine), Giovanni Palazzolo (Palerme), Nicolò Sanguigno (Palerme) ;
- Groupe communiste (20) : Pompeo Colajanni (Palerme et Enna), Nicolo Cipolla (Palerme), Salvatore Colosi (Catane), Luigi Cortese (Caltanissetta), Faust D'Agata (Syracuse), Paolo D'Antoni (Trapani), Rosario Iacono (Raguse), Emanuele Macaluso (Caltanissetta), Vincenzo Marraro (Catane), Agostino Messana (Trapani), Giuseppe Montalbano (Agrigente), Guglielmo Nicastro (Raguse), Mario Ovazza (Catane), Giuseppe Palumbo (Agrigente),Francesco Renda (Agrigente), Andrea Sacca (Messina), Mario Strano (Syracuse), Emanuele Tuccari (Messine), Antonino Varvaro (Palerme), Giuseppina Vittone Li Causi (Palerme).
- Groupe Démocratique chrétien (37) : Giuseppe Alessi (Caltanissetta), Gaetano Battaglia (Raguse), Giulio Bonfiglio (Agrigente), Vincenzo Carollo (Palerme), Giuseppe Celi (Messine), Salvatore Cimino (Palerme), Giovanni Cina (Agrigente), Francesco Coniglio (Catane), Ludovico Corrao (Trapani), Heros Cuzari (Messine), Giuseppe D'Angelo (Enna), Paolo De Grazia (Catane), Pietro Di Benedetto (Caltanissetta), Salvatore De Martino (Syracuse), Natale Di Napoli (Messine), Mario Fasino (Palerme), Vincenzo Foti (Agrigente), Antonino Germana (Messine), Vincenzo Giummarra (Raguse), Minerva Impala (Catane), Rosario Lanza (Caltanissetta), Giuseppe La Loggia (Agrigente), Barbaro Lo Giudice (Catane), Gaetano Lo Magro (Syracuse), Giuseppe Mazzola (Palerme), Claudio Majorana (Catane), Francesco Marino (Palerme), Salvatore Messineo (Palerme), Silvio Milazzo (Catane), Giovanni Nigro (Syracuse), Vincenzo Occhipinti (Trapani), Rosolino Petrotta (Palerme), Franco Restivo (Palerme), Nicolò Rizzo (Trapani), Giuseppe Russo (Catane), Giuseppe Sammarco (Enna), Giuseppe Signorino (Agrigente), Antonino Salamone (Palerme), Ferdinando Stagno d'Alcontres (Messine).